# Закупщик оружия
«Закупщик оружия» (англ. The Gunrunner) — художественный фильм, снятый в 1984 году и вышедший на экраны в 1989 году во многом благодаря известности Кевина Костнера, исполнившего в нём главную роль.

## Сюжет
Контрабанда оружия — весьма специфический бизнес, и хотя переправлять спиртное гораздо безопаснее и даже прибыльнее, герой фильма отказывается от своей опасной профессии. Самое главное для него — быть человеком слова.